# What Made You Say That
«What Made You Say That» — перший сингл першого студійного альбому канадської кантрі-співачки Шанаї Твейн — Shania Twain (1993). У США і Канаді пісня вийшла на радіо у лютому 1993 та у фізичному вигляді 9 березня 1993. Пісня написана Тоні Хасельденом та Стеном Мюнсі молодшим; спродюсована Харольдом Шеддом та Норро Вілсоном. Музичне відео зрежисерував Стівен Голдман; прем'єра музичного відео відбулась 5 лютого 1993.

## Рецензії
Рецензент із журналу Billboard сказав, що пісня «жвава, життєрадісна, причеплива і підтримується принадним відеокліпом».

## Музичне відео
Музичне відео зрежисерував Стівен Голдман. Зйомки проходили 12 січня 1993 в Маямі-Біч, Флорида, США. Прем'єра музичного відео відбулась 5 лютого 1993.

## Список пісень
Грамофонна платівка
1. What Made You Say That — 2:59
2. Crime of the Century — 3:31

Аудіокасета
1. What Made You Say That — 2:59
2. You Lay A Whole Lot Of Love On Me — 2:48

## Чарти
Пісня «What Made You Say That» дебютувала на 74 місце чарту Billboard Hot Country Songs на тижні від 27 березня 1993. Сингл провів на чарті 18 тижнів і на тижні від 15 травня досяг 55 місця, де провів два тиждень.
| Чарт (1993)                                 | Місце |
| ------------------------------------------- | ----- |
| Canada RPM Country Singles                  | 70    |
| U.S. Billboard Hot Country Singles & Tracks | 55    |